# Лепор, Аманда
Аманда Лепор (Amanda Lepore; род. 21 ноября 1967) — американская модель, певица. Бывшая участница Club Kids. Получила известность благодаря своему эпатажному поведению. Являлась лицом рекламных компаний для Heatherette, M.A.C.(косметика), Mega Jeans, Swatch, CAMP Cosmetics. Принимала участие в нескольких показах на Неделях моды. Является музой и одной из основных моделей Дэвида Лашапеля, а также Терри Ричардсона. Она принимала участие в выставке работ Лашапеля Artists and Prostitutes 1985—2005, которая проходила в Нью-Йорке. Представляет компанию «Classic Entertainment Group», проживает в Нью-Йорке и выступает в городских популярных клубах.
Записала несколько синглов и выпустил в 2011 году дебютный альбом «I...Amanda Lepore».

## Биография
Лепор родилась в Эссексе, Нью-Джерси, в семье итало-американского инженера-химика и германо-американской домохозяйки. Её мать страдала шизофренией и проводила много времени в психиатрических учреждениях. Лепор позже писала: «С тех пор, как я себя помню, я знала, что я девочка. Я не могла понять, почему мои родители наряжали меня в одежду мальчиков. Я думала, что они сумасшедшие».
В подростковом возрасте Лепор задумывается о транспереходе, увидев по телевизору программу об этом. Родители не понимали её особенностей, хоть отец и позволял ей покупать куклы. Лепор помогает создавать костюмы для трансгендерной подруги, танцующей в местном клубе, взамен на гормональные препараты для несовершеннолетних транслюдей. Не имея желания одеваться как мальчик, Лепор приходит в школу в женской одежде. В возмущении руководство школы запрещает ей посещать занятия, и родители вынуждены нанять репетитора для преподавания на дому. Желая искоренить из своего «сына» «извращенные» недуги, они водили её к всевозможным психиатрам, но те в один голос говорили, что Аманда — транс-девочка и волноваться по этому поводу не стоит. С тех пор отец и мать Лепор легально доставали для дочери гормоны.
В 19 лет Лепор перенесла операцию по смене пола. Позже она будет трижды накачивать силиконом грудь, бедра и ягодицы, дважды менять форму глаз и размер лба, увеличивать губы и перекраивать тело. В интервью для «The Insider» в 2006 году она призналась, что потратила много денег на то, чтобы преобразиться.
«До операций, даже когда я одевалась как мальчик, люди думали, что я девочка, — говорит Аманда. — Я была самой маленькой в классе. Некоторые учителя не могли понять, кто я. В 13 я отрастила себе длинные волосы, нарастила ресницы и начала использовать макияж. Мы тогда слушали рок-н-ролл, поэтому я могла прикрывать этим свой внешний вид. И все же в школе было тяжело. Другие дети часто осмеивали меня и мои выходки, но это и помогло мне стать той, кто я есть. Это сделало меня сильнее. Когда ты аутсайдер — ты движешься по собственной колее…».
Брак с её пластическим хирургом был настоящей тюрьмой для Аманды. Он либо ревновал, либо не обращал на неё внимания и, фактически, Лепор была для него всего лишь удобной домохозяйкой. «В этом доме я провела пять лет, и не могла больше этого выносить. Все, чего я хотела — это иметь какую-то мелкую работу в отделе косметики в супермаркете, благодаря чему мне можно было бы выбираться из дома. Но муж не разрешал мне и этого, и я начала презирать его. В клинике пластической хирургии я встретила певца, и он постоянно звал меня на свои шоу в Нью-Йорк. Когда я ему рассказала, почему не могу этого сделать, он не мог мне поверить. Ему казалось это чудовищным. Он просто сказал, что когда я захочу бросить мужа, то смогу остаться с ним. После этого я стала одержима этой идеей и мечтала уехать в Нью-Йорк». В 1989 году Аманда ушла от мужа и переехала в Нью-Йорк.
В начале 1990-х годов Лепор пыталась стать заметной фигурой в ночной жизни города (в том числе стать членом Club Kids). Она подрабатывала в маникюрном салоне в качестве доминатрикс, а также продавщицей косметики Патрисии Филд. После встречи с фотографом Дэвидом Лашапелем однажды вечером в баре Bowery, она начала сотрудничать с ним.
В центре американских культурных революций Аманда Лепор молниеносно завоевала лучшие клубы и вечеринки города, став этаким американским Ли Бауэри. Модная тусовка Нью-Йорка возвела её в ранг чудо-дивы — экстравагантной порно-госпожи, воплощением всех извращенных чаяний от постмодерна, Мэрилин Монро среди транс-людей.
Лепор появлялась в модных журналах, включая французские Playboy, Ponytail, DAMn и TUSH. Она украшала обложку альбома группы Lords of Acid Expand «Your Head» 1999 года и альбома 2006 года «The Lepore Extrusion» группы Thighpaulsandra. Являясь частью Club Kids, Лепор появляется в камео в документальном фильме «Party Monster: The Shockumentary» (1998) и художественном фильме «Клубная мания» (2003). Её эпизодическую роль можно увидеть в модной пародийной комедии «Образцовый самец» (2001). Также она появляется в документальном фильме «Dig!» (2004) и «Another Gay Sequel: Gays Gone Wild!» (2008). В 2016 году Лепор сыграла главную роль в фильме Хосе Андре Сибахи «The Zanctuary», где была наркоторговцем по имени Мисс Дивайн. Её партнёрами по картине стали Джоуи Ариас и София Ламар, с которыми она также появилась в документальном фильме 2018 года «Я ненавижу Нью-Йорк» от испанского режиссера Густаво Санчеса.
У Лепор были камео и в музыкальных клипах Элтона Джона, Талии, The Dandy Warhols, Girl In a Coma, Грейс Джонс, Keanan Duffty, Sharon Needles, TIGA (в его кавере на композицию Кори Харта «Sunglasses at Night») и The Drums (на композицию «Days»). Лепор появляется во многих музыкальных клипах Cazwell, включая «Watch my Mouth» и «All Over Your Face».
В 2010 году она руководила парадом на Сиднейском фестивале Марди Гра в Австралии.

## Дискография
- 2005 «Introducing… Amanda Lepore»
- 2006 «Get Into It»
- 2007 «Fierce Pussy» ремикс альбом
- 2009 «I…Amanda Lepore»
- 2011 «Doin' It My Way»